# NGC 213
NGC 213 é uma galáxia espiral barrada (SBa) localizada na direcção da constelação de Pisces. Possui uma declinação de +16° 28' 11" e uma ascensão recta de 0 horas, 41 minutos e 09,9 segundos.
A galáxia NGC 213 foi descoberta em 14 de Outubro de 1784 por William Herschel.